# Balutxi
El balutxi és una llengua parlada al Balutxistan, que inclou parts de l'Afganistan, el Pakistan i l'Iran. Té uns 7 milions de parlants i és la llengua principal dels balutxis. Pertany a la branca irànica de la família indoeuropea de llengües.

## Variants
- Balutxi meridional
- Balutxi occidental
- Balutxi oriental

## Escriptura
El balutxi s'escriu amb alfabet persa, variant oriental de l'alfabet àrab.